# 럼블 (2021년 영화)
럼블(Rumble)은 미국에서 제작된 하미쉬 그리브 감독의 2021년 애니메이션, 코미디, 가족 영화이다. 벤 슈와츠 등이 주연으로 출연하였다.

## 출연

### 주연
- 벤 슈와츠
- 윌 아넷
- 제랄딘 비스와나탄

### 조연
- 테리 크루즈
- 지미 타르토